# مايك مارغوليس
مايك مارغوليس (بالإنجليزية: Mike Margulis)‏ هو لاعب كرة قدم أمريكي في مركز الهجوم، ولد في 30 أغسطس 1950 في سانت لويس في الولايات المتحدة، وتوفي في 15 سبتمبر 2018.

## وصلات خارجية
- مايك مارغوليس على موقع الاتحاد الدولي (مؤرشف)  (الإنجليزية)
- مايك مارغوليس على موقع أوليمبيديا (الإنجليزية)